# 悪魔学
悪魔学（あくまがく、Demonology）は、神学 (Theology) が神についての学問であるように、悪魔/悪霊/悪鬼/魔神（英: demon、仏: démon、独: Dämon、羅: daemon）に関する考察、説明、分類、その他の体系的記述の総称である。魔神学、鬼神学、鬼神論ともいう。
米国の中世史家ロッセル・ホープ・ロビンズは、著書『悪魔学大全』において悪魔学は悪魔についての研究であると定義したが、とりわけ16-17世紀のヨーロッパで悪霊と魔女の所業について著述した神学者や法律家を悪魔学者（または魔女学者）と呼び、主に妖術 (Witchcraft) の問題に関する言説や理論としての悪魔学について扱った。英国の美術史家フレッド・ゲティングズは、著書『悪魔の事典』において悪魔学を隠秘学の一部門として扱った。

## 歴史
ここでは主にキリスト教、ユダヤ教、イスラム教における悪魔の観念の系譜を辿りながら、それらから形成されたヨーロッパの悪魔学の歴史について扱う。それぞれの宗教に連綿と「悪魔」を研究する学問があるわけではなく、さまざまな時代、地域のそれぞれの神学、あるいは個人において悪魔に関する多様な文献・資料が編まれたが、ヨーロッパではオカルティズム勃興の過程でそれらの記述をもとに悪魔に関する研究ジャンルが形成された。一般にイメージされる悪魔学は近代オカルティズム（特にA・E・ウェイト）で主張された伝統に基づくとされるグリモワール（魔法書の意）などの文献に基づく実践やその記述内容によっていると思われるが、これらグリモワールや近代オカルティズムは必ずしも、ユダヤ教やキリスト教の（悪魔に関する）文献に基づくわけではない。
一神教であれ多神教であれ超自然的存在としての「デーモン」ないしその語源であるギリシア語の「ダイモーン」（δαίμων, daimōn）に関する体系的な記述は、キリスト教以前の古代ギリシア・ローマ世界にすでに見られる（アプレイウス『黄金の驢馬』や新プラトン主義の文献など）。しかし、近代の悪魔学に連なるような、悪魔に関する体系的な記述や観念はゾロアスター教に由来するところが大きい。バビロン捕囚後、ユダヤ教徒によって編集された口承伝承集ミシュナー（後にタルムードに加えられる）に旧約聖書の異教の神々（シェディム）が悪魔として捉え直され収録された。
こうして成立したミシュナーとは別の流れで、ギリシア語訳旧約聖書である七十人訳聖書において聖書のシェディム（異教の神々、邪神）やセイリム（山羊やサテュロスのような毛深い精霊）はダイモーンと翻訳された。そのため、キリスト教がローマで展開した際、伝統的ダイモーンと、キリスト教でいうダイモーンとが混交したことから、ギリシア以来の非主流的信仰であったダイモーンに関する記述は比較的そのままキリスト教神学の初期において悪魔に関する資料となった。また、サタンはもともと「敵対者」を意味するヘブライ語で、七十人訳聖書においてギリシア語で「告発者、中傷者」を意味するディアボロスと訳され、英語のデヴィルの語源となった。サタンは旧約聖書においては人間を告発し罰を与える天使を指し、神の僕の側であったが、新約聖書においては、神に敵対する悪魔を指してヘブライ語のサタンに由来するサタナスという言葉が使われた。ラテン語訳聖書ではこの両者は訳し分けられることなく、ともにサタンとされた。元々は相異なる概念であったデヴィル（悪魔）とダイモーン/デーモン（悪霊）は後に混同されて互換的な言葉となり、同一視されるようになった。
一方イスラームでは、こうした精霊をジン（あるいはジーニー、霊鬼）と呼び、シャイターンを頭とする悪魔たちをシャイアーティーンと呼ぶ（J・B・ラッセルによれば、シャイターンはアラビア語にもともとあった言葉に由来しており、ムハンマドがこれをヘブライ語のサタンに結びつけた）。その位置づけは、あくまで唯一神であるアッラーフの被造物の一つであり、今日的な感覚では悪魔というより妖怪のイメージに近い。そうしたイスラーム圏におけるジンに関する記述を悪魔学として分類することも可能かもしれないが、語弊が大きすぎる。しかし、イスラーム圏でのジン除けのお呪いといった諸文化や文献は、中東においてユダヤ教とも自然に混交し、ユダヤ教内の神秘主義に一定の影響を与えた。
その後ルネサンスに入り、マルシリオ・フィチーノが新プラトン主義の文献やヘルメス文書をラテン語訳して西ヨーロッパ世界に紹介、自らもダイモーン魔術（神霊魔術）や精気魔術を研究し、独自の理論を打ち立てた。フィチーノに続いてトリテミウスの『ステガノグラフィア』やハインリヒ・コルネリウス・アグリッパの『オカルト哲学』、パラケルススの『妖精の書』などが発表され、キリスト教における悪魔や精霊についての理論が構築されていった。こうした学術的な文書に加え、紀元前1世紀頃に成立したと言われる黙示文学『エノク書』の著者とされるエノクにしばしば帰される悪魔（堕天使）に関する一群の魔術文献、いわゆるグリモワールが主に15世紀から19世紀にかけて生み出され、これらをもとに体系的な悪魔学が多様に展開していった。グリモワールはかなりの部分はユダヤ人の神秘主義的伝統から生まれたものだが、翻訳や解釈の過程で誤解や拡大解釈、まったく無関係の伝統との同一視などが繰り返され、情報量が肥大化していった。しかし、この頃ヨーロッパでは『エノク書』自体は忘れ去られており、グリモワールと『エノク書』自体はあまり関係はない。
近世の魔女狩りを通して、ヨーロッパにおける悪魔の解釈は独自に発展し、ジョン・ミルトンの『失楽園』などを経てロマン主義の時代に爛熟期を迎える。この頃、フランスではコラン・ド・プランシーが著作の中でそれまでの悪魔学文献に基づいてさまざまな悪魔を紹介し、その著作の挿絵に描かれた悪魔のイメージは通俗的な悪魔学に影響を与えた。

## 悪魔学文献
- プセロス 『デーモンのしわざについて』（11世紀）
- ジャン・ボダン 『魔女の悪魔狂』（1580年）
- ニコラ・レミ 『悪魔崇拝』（1595年）
- ジェームズ6世 『悪魔学』（1597年）
- マルティン・アントニオ・デルリオ 『魔術論議』（1599年）
- アンリ・ボゲ 『魔女論』（1602年）
- フランチェスコ・マリア・グアッツォ 『魔女総覧』（1608年）
- ピエール・ド・ランクル 『悪しき天使とデモンの無節操一覧』（1612年）
- ルドヴィコ・マリア・シニストラリ 『悪魔姦、およびインクブスとスクブスについて』（1700年頃）

## 脚註
1. ↑  ロッセル・ホープ・ロビンズ 『悪魔学大全』 松田和也訳、青土社、1997年、「悪魔学」および「悪魔学者」の項。
2. ↑  フレッド・ゲティングズ 『悪魔の事典』 大瀧啓裕訳、青土社、1992年、「デモノロジイ」の項。
3. ↑  ダイモーンは元々、小神格、人間と神の中間の精霊的存在、個人についている守護神などを指す言葉。神霊、鬼神などと訳され、善霊と悪霊の両方を含む。
4. ↑  ロビンズ & 松田 1997, pp. 41-43.
5. ↑  J・B・ラッセル 『ルシファー　中世の悪魔』 野村美紀子訳、教文館、1989年、52頁。
6. ↑  ゲティングズ & 大瀧 1992, pp. 342-343.